# Bertram Fletcher Robinson

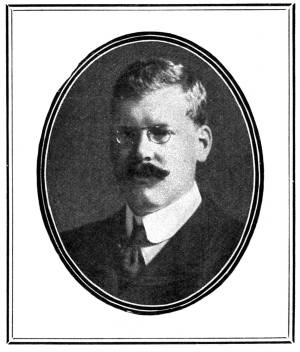
Retrato de Fletcher Robinson, c. 1902.

Bertram Fletcher Robinson (Liverpool, 22 de agosto de 1870-Londres, 21 de enero de 1907) fue un escritor y periodista inglés. Entre 1893 y su fallecimiento en 1907, escribió alrededor de veinticuatro poemas, nueve obras cortas, cuatro canciones, 44 artículos, 55 historias cortas y 128 noticias. También fue autor de tres libros, coautor de cuatro y editor de ocho. En este sentido, participó en la creación de dos historias de Sherlock Holmes de Arthur Conan Doyle y en una novela de Max Pemberton. Su tío, sir John Robinson colaboró con The Daily News y era miembro del Reform Club.
Fletcher Robinson fue editor de los periódicos The Isthmian Library, Vanity Fair y Daily Express. En este último comenzó a trabajar en 1901, contratado por Arthur Pearson. Robinson ganó cierta fama al cubrir la guerra de los bóeres en Sudáfrica, donde conoció a Conan Doyle. En ese periodo escribió varios poemas e historias cortas. Trabajó también en la Casell's Family Magazine con Pemberton y también era escritor de deportes Doyle le atribuyó a Robinson la idea original de El sabueso de los Baskerville, sin embargo, no es posible precisar cuál fue su contribución.
En 2011, el escritor, Paul Spiring, encontró documentos que demostraban un pago de Doyle a Robinson de más de quinientas libras por la idea. Previamente, Doyle ya le habría pagado a Robinson cincuenta libras por la idea argumental de El constructor de Norwood. En 1905, publicó The Chronicles Of Addington Peace, que narra las investigaciones del detective de Scotland Yard, Addington Peace. Falleció de fiebre tifoidea el 21 de enero de 1907, a los 36 años. Su cuerpo fue sepultado en Ipplepen.

## Obras
- Robinson, Bertram Fletcher (1905). The Chronicles Of Addington Peace. Londres: Harper & Brothers.